# کریپتوکیتیز
کریپتوکیتیز (به انگلیسی: CryptoKitties) یک بازی ویدئویی مبتنی بر زنجیره بلوکی است که توسط آزیوم زن توسعه یافته‌است که به بازیکنان اجازه می‌دهد به خرید، جمع‌آوری، پرورش و فروش انواع گربه‌های مجازی بپردازند. این بازی یکی از اولین تلاش‌ها برای استفاده از فناوری زنجیره بلوکی برای اهداف تفریحی محسوب می‌شود. محبوبیت بازی در دسامبر ۲۰۱۷ باعث کندی شبکه اتریم شد که باعث افزایش تراکنش‌ها به بیشترین حد آن و کندی چشم‌گیر در شبکه شد.